# Хинсдейл (округ)
Хи́нсдейл (англ. Hinsdale County) — округ в штате Колорадо, США. Официально образован в 1874 году. По состоянию на 2010 год, численность населения составляла 810 человек.

## География
По данным Бюро переписи США, общая площадь округа равняется 2 908,573 км², из которых 2 893,033 км² суша и 15,281 км² или 0,5 % — это водоёмы, в том числе второе по величине озеро штата — Сан-Кристобал.

## Население
По данным переписи населения 2000 года в округе проживает 790 жителей в составе 359 домашних хозяйств и 246 семей. Плотность населения составляет 0,30 человек на км2. На территории округа насчитывается 1 304 жилых строений, при плотности застройки около 0,50-ти строений на км2. Расовый состав населения: белые — 97,34 %, афроамериканцы — 1,52 %, коренные американцы (индейцы) — 0,25 %, азиаты — 0,38 %, гавайцы — 0,00 %, представители других рас — 0,51 %, представители двух или более рас — 0,00 %. Испаноязычные составляли 1,52 % населения независимо от расы.
В составе 23,40 % из общего числа домашних хозяйств проживают дети в возрасте до 18 лет, 61,00 % домашних хозяйств представляют собой супружеские пары проживающие вместе, 4,70 % домашних хозяйств представляют собой одиноких женщин без супруга, 31,20 % домашних хозяйств не имеют отношения к семьям, 24,80 % домашних хозяйств состоят из одного человека, 3,10 % домашних хозяйств состоят из престарелых (65 лет и старше), проживающих в одиночестве. Средний размер домашнего хозяйства составляет 2,20 человека, и средний размер семьи 2,60 человека.
Возрастной состав округа: 19,50 % моложе 18 лет, 4,70 % от 18 до 24, 29,50 % от 25 до 44, 34,70 % от 45 до 64 и 34,70 % от 65 и старше. Средний возраст жителя округа 44 лет. На каждые 100 женщин приходится 105,70 мужчин. На каждые 100 женщин старше 18 лет приходится 109,90 мужчин.
Средний доход на домохозяйство в округе составлял 37 279 USD, на семью — 42 159 USD. Среднестатистический заработок мужчины был 26 210 USD против 23 750 USD для женщины. Доход на душу населения составлял 22 360 USD. Около 4,50 % семей и 7,20 % общего населения находились ниже черты бедности, в том числе — 18,00 % молодёжи (тех, кому ещё не исполнилось 18 лет) и 65,00 % тех, кому было уже больше 65 лет.